# Reel Life Productions
Reel Life Productions, numită și Gothom Records, este o casă de discuri independentă cu sediul în Detroit, Michigan, specializată în muzica hip hop. A fost fondată în 1988 de James H. Smith și fratele său mai mic, rapperul Esham.
Din momentul fondării, casa de discuri a lansat mare parte din discografia lui Esham, găzduind mai mulți artiști printre care Natas, Dice, Mastamind, T-N-T, Kool Keith și The Dayton Family.

## Istorie

### Fondarea și începuturile (1988—1997)
James H. Smith a fondat casa de discuri în 1988 împreună cu fratele său mai mic, rapperul Esham. Conform spuselor lui Esham, în momentul în care s-a apucat de rap, Detroitul nu avea nicio scenă locală de hip hop. Smith declară că „Toată lumea imita pur și simplu ce făceau ceilalți.” Fratele său, James, l-a încurajat să urmeze o carieră serioasă ca rapper, datorită faptului că orașul avea o scenă de hip hop limitată. La vârsta de 13 ani, Esham a lansat albumul de debut Boomin' Words from Hell, în 1989. În 1990, Reel Life Productions a relansat acest album cu o listă de piese și o copertă alternativă. Lui Esham i-a fost greu să-și facă mulți fani, datorită versurilor sumbre din piesele sale și datorită șocului produs de acestea, în timp ce fanilor de muzică hip hop le displăceau influențele heavy metal prezente în albumul său.
Student la Osborn High School, Esham l-a întâlnit pe Mastamind, care i-a dat trei dintre piesele sale demo; cei doi au creat mai apoi formația Natas împreună cu vechiul prieten al lui Esham, TNT. Numele formației provine de la acronimul „Nation Ahead of Time And Space”. În 1992, Natas au lansat primul lor album, Life After Death cu Reel Life Productions. Ca urmare a lansării acestui material, Esham, Natas și Reel Life Productions au fost subiectul unei controverse când un fan de 17 ani s-a omorât în timp ce fuma cannabis și juca ruleta rusească, ascultând albumul Life After Death.
În 1994, James a fost închis, lăsând viitorul casei de discuri Reel Life sub un mare semn de întrebare. În 1995, Reel Life a semnat cu rapperul din Detroit Dice. Totuși, acesta a declarat că nu a semnat niciodată cu această casă de discuri. Reel Life a lansat albumul de debut al lui Dice, The Neighborhoodshittalka, un an mai târziu. Dice a părăsit casa de discuri anul următor lansării albumului, declarând că nu a primit nicio recunoaștere pentru acest album, având vânzări estimate de 200,000 de copii. Albumul lui Esham Dead Flowerz a fost primul de la Reel Life Productions care a figurat într-un clasament Billboard, atingând poziția cu numărul 38 în Top R&B/Hip-Hop Albums. Cu toate acestea, casa de discuri a dat faliment în același an.

## Artiști

### Curenți
| Artist        | Anul semnării cu casa de discuri | Descriere |
| ------------- | -------------------------------- | --- |
| Esham         | —                                | Co-fondator al Reel Life Productions, Esham (East Side Hoes And Money) este renumit pentru stilul său halucinogen de hip hop, care combină ritmurile de rock cu versurile despre subiecte precum moartea, consumul de droguri, satanism, paranoia și sex. Acest stil, numit „rap acid”, a influențat artiști precum Eminem, Kid Rock și Insane Clown Posse. |
| Daniel Jordan | 2008                             | Rapper american din San Francisco Bay Area. |
| Chupacabra    | 2011                             | O femeie rapper americană. A fost eliberată dintr-un spital de nebuni cu puțin înainte de a semna cu casa de discuri. |

### Foști
| Artist                  | Anul (anii) cu casa de discuri | Albume lansate cu Reel Life Productions | Note |
| ----------------------- | ------------------------------ | --------------------------------------- | --- |
| Dice                    | 1995—1996                      | 1                                       | Rapper american din Detroit, Michigan, Dice a lansat albumul The Neighborhoodshittalka cu Reel Life, apoi a părăsit casa de discuri datorită unei neînțelegeri cu aceasta. |
| 20 Dead Flower Children | 1997—2000                      | 1                                       | O formație rock din Detroit, Michigan alcătuită din toboșarul Jason „J-Hauz” Garrison, basistul David „Dirt-E” Biganeiss, vocalistul Dennis „D-Hauz” Hogan și chitaristul Keith „The Suit” Lowers. A lansat un album cu Gothom, Candy, Toy Guns & Television.                                                                                      |
| The Workhorse Movement  | 1998—2000                      | 1                                       | O formație de rap metal din Detroit, Michigan alcătuită din ocalistul Myron, chitaristul Freedom, basistul Jay și toboșarul Joe Mackie. A lansat un EP cu Gothom înainte de a semna cu Roadrunner Records. |
| TNT                     | 1992–1999; 2006–2009           | —                                       | Rapper american din Detroit, TNT este, alături de Esham și Mastamind, membru fondator al formației Natas. Un album de studio, intitulat Suicide Bomber, avea lansarea plănuită pentru primăvara anului 2009. |
| The Dayton Family       | 2001                           | 3                                       | Alcătuită la acel moment din Bootleg, Shoestring și Ghetto, numele de Dayton Family provine de la Dayton Avenue, una dintre străzile pe care au avut loc cele mai multe crime, din orașul natal al formației. Au lansat un album de studio cu Gothom, apoi au semnat cu Hatchet House.                                                             |
| Kool Keith              | 2001                           | 1                                       | Membru fondator al Ultramagnetic MCs, Kool Keith a produs muzică pentru cariera sa solo, cât și pentru colborările cu formația, autoproclamându-se inițiator al muzicii horrorcore. A lansat albumul Spankmaster cu Gothom. |
| Natas                   | 1992—1999; 2006                | 6                                       | O formație de muzică hip hop din Detroit, alcătuită din Esham, Mastamind și TNT. Numele grupului este un acronim pentru „Nation Ahead of Time And Space”, și totodată pentru „Niggaz Ahead of Time And Space”. |
| Doc Hollywood Hustle    | 2008                           | —                                       | Rapper american, Doc Hollywood Hustle a produs piese pentru formația Natas. Albumul de debut, The Stranger, avea lansarea plănuită. Momentan, acesta se află sub arest. |
| Filthy Rockwell         | 2008                           | —                                       | Rapper american din Detroit, Filthy Rockwell a produs piese pentru Esham și a debutat ca solist pe mixtape-ul The Butcher Shop în 2008. Albumul de debut, Enemy of the State, avea lansarea plănuită pentru vara anului 2009. |
| Poe Whosaine            | 2008                           | —                                       | Rapper american din Detroit, Michigan. Ulterior și-a creat propria casă de discuri, Whosainiyak Muzik. |
| Mastamind               | 1992—2003; 2009                | 3                                       | Fiind student la Osborne High School, unde învăța și Esham, Mastamind i-a dat acestuia trei dintre piesele sale demo; cei doi au creat mai apoi formația Natas și au fondat casa de discuri Reel Life Productions. Mastamind a lansat două albume de studio și un EP cu Reel Life, fondând totodată și propria sa casă de discuri, Toxsic Records. |